# TCR UK Touring Car Championship 2022
La stagione 2022 del TCR UK Touring Car Championship è la quinta edizione del campionato organizzato dalla Maximum Motorsport. È iniziata il 16 aprile a Oulton Park e terminerà il 23 ottobre a Snetterton.

## Scuderie e piloti
| Scuderia                   | Vettura                    | #   | Pilota            | Gare  |
| -------------------------- | -------------------------- | --- | ----------------- | ----- |
| Essex & Kent Motorsport    | Hyundai Veloster N TCR     | 1   | Lewis Kent        | 1-    |
| Essex & Kent Motorsport    | Hyundai i30 N TCR          | 5   | Bradley Kent      | 1-    |
| Essex & Kent Motorsport    | Hyundai i30 N TCR          | 27  | Scott Sumpton     | 1-    |
| JamSport Racing            | Subaru WRX STi TCR         | 11  | Ant Whorton-Eales | 1-    |
| JamSport Racing            | CUPRA TCR                  | 40  | Simon Tomlinson   | 1     |
| JamSport Racing            | Hyundai i30 N TCR          | 101 | Max Hart          | 1-    |
| JamSport Racing            | Hyundai i30 N TCR          | 117 | Adam Shepherd     | 1-    |
| JamSport Racing            | Hyundai i30 N TCR          | 210 | Andrew Wilmot     | 1-    |
| Chameleon Motorsport       | CUPRA TCR                  | 12  | Neil Trotter      | 2-    |
| Power Maxed Racing         | CUPRA TCR                  | 16  | Callum Newsham    | 1, 3- |
| Power Maxed Racing         | CUPRA TCR                  | 72  | Russell Joyce     | 1-3   |
| Power Maxed Racing         | CUPRA TCR                  | 257 | Jac Constable     | 1-    |
| Power Maxed Racing         | Hyundai i30 N TCR          | 52  | Chris Wallis      | 1-3   |
| MPH Racing                 | Audi RS3 LMS TCR           | 17  | Bradley Hutchison | 1-    |
| Area Motorsport with FASTR | CUPRA TCR                  | 21  | Jessica Hawkins   | 1-    |
| Area Motorsport with FASTR | CUPRA TCR                  | 74  | Jamie Tonks       | 1-    |
| Area Motorsport            | CUPRA TCR                  | 37  | Bruce Winfield    | 1-    |
| Restart Racing             | Honda Civic TCR            | 22  | Chris Smiley      | 1-    |
| Simpson Motorsport         | Audi RS3 LMS TCR           | 29  | Hugo Cook         | 1-2   |
| JWB Motorsport             | CUPRA Leon Competición TCR | 31  | Matthew Wilson    | 1-    |
| JWB Motorsport             | Volkswagen Golf GTI TCR    | 47  | Kieran Griffin    | 1     |
| JWB Motorsport             | Volkswagen Golf GTI TCR    | 94  | Rob Butler        | 1-2   |
| Capture Motorsport         | Volkswagen Golf GTI TCR    | 33  | Jack Depper       | 1-3   |
| Playerlands                | Audi RS3 LMS TCR           | 35  | Steve Gales       | 1-3   |
| DW Racing                  | Vauxhall Astra TCR         | 50  | Darelle Wilson    | 1-    |
| Daniel James Motorsport    | Hyundai i30 N TCR          | 76  | Alex Ley          | 2-    |
| Richmond Fire Motorsport   | CUPRA TCR                  | 77  | Mark Smith        | 2     |
| Race Car Consultants       | CUPRA TCR                  | 123 | Isaac Smith       | 1-    |

## Calendario
| Gara | Gara | Circuito                   | Data       |
| ---- | ---- | -------------------------- | ---------- |
| 1    | G1   | Circuito di Oulton Park    | 18 aprile  |
| 1    | G2   | Circuito di Oulton Park    | 18 aprile  |
| 2    | G3   | Circuito di Donington Park | 29 maggio  |
| 2    | G4   | Circuito di Donington Park | 29 maggio  |
| 3    | G5   | Circuito di Brands Hatch   | 19 giugno  |
| 3    | G6   | Circuito di Brands Hatch   | 19 giugno  |
| 3    | G7   | Circuito di Brands Hatch   | 19 giugno  |
| 4    | G8   | Circuito di Oulton Park    | 16 luglio  |
| 4    | G9   | Circuito di Oulton Park    | 16 luglio  |
| 5    | G10  | Circuito di Castle Combe   | 6 agosto   |
| 5    | G11  | Circuito di Castle Combe   | 6 agosto   |
| 6    | G12  | Circuito di Donington Park | 29 agosto  |
| 6    | G13  | Circuito di Donington Park | 29 agosto  |
| 7    | G14  | Circuito di Snetterton     | 23 ottobre |
| 7    | G15  | Circuito di Snetterton     | 23 ottobre |

## Risultati e classifiche

### Gare
| Gara | Circuito       | Pole position | Giro veloce    | Pilota vincitore | Scuderia vincitrice        |
| ---- | -------------- | ------------- | -------------- | ---------------- | -------------------------- |
| 1    | Oulton Park    | Chris Smiley  | Chris Smiley   | Chris Smiley     | Restart Racing             |
| 2    | Oulton Park    |               | Max Hart       | Jessica Hawkins  | Area Motorsport with FASTR |
| 3    | Donington Park | Chris Smiley  | Max Hart       | Max Hart         | JamSport Racing            |
| 4    | Donington Park |               | Max Hart       | Max Hart         | JamSport Racing            |
| 5    | Brands Hatch   | Bradley Kent  | Callum Newsham | Lewis Kent       | Essex & Kent Motorsport    |
| 6    | Brands Hatch   |               | Bradley Kent   | Jac Constable    | Power Maxed Racing         |
| 7    | Brands Hatch   | Alex Ley      | Alex Ley       | Alex Ley         | Daniel James Motorsport    |
| 8    | Oulton Park    |               |                |                  |                            |
| 9    | Oulton Park    |               |                |                  |                            |
| 10   | Castle Combe   |               |                |                  |                            |
| 11   | Castle Combe   |               |                |                  |                            |
| 12   | Donington Park |               |                |                  |                            |
| 13   | Donington Park |               |                |                  |                            |
| 12   | Snetterton     |               |                |                  |                            |
| 13   | Snetterton     |               |                |                  |                            |